# Mutso
Mutso (georgiano: მუცო) è un piccolo villaggio in Georgia. Tra le prime roccaforti della storia della provincia Georgiana del Khevsureti (ora parte della regione di Mtskheta-Mtianeti), è situato sulle montagne (1880 m) sulle sponde del fiume Andakistskali (ანდაქისწყალი).

## Geografia

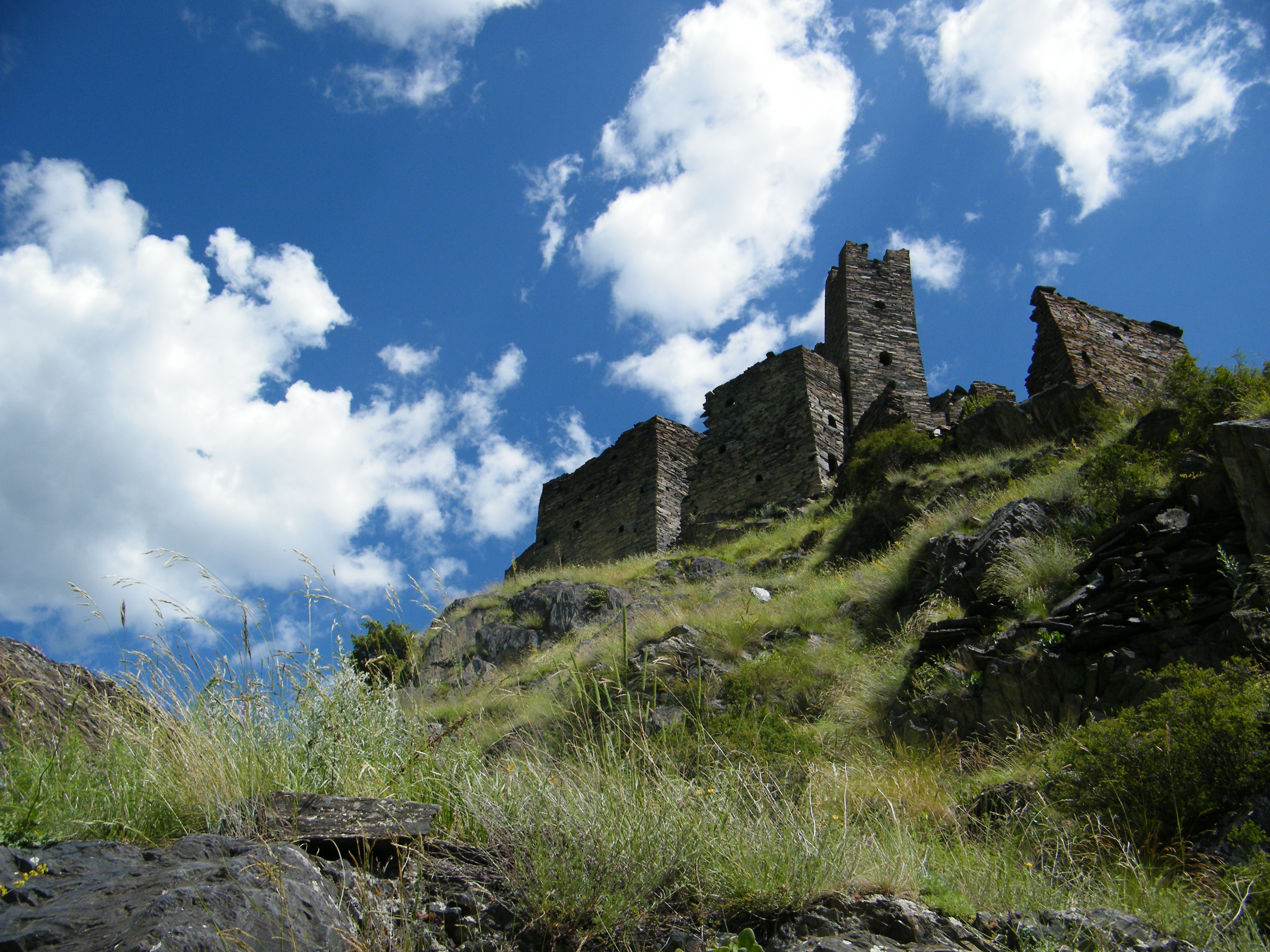
Il villaggio di Mutso

Il villaggio, quasi completamente abbandonato oltre un secolo fa, conta approssimativamente 30 abitazioni medievali fortificate situate sul versante delle montagne sopra la gola di Mutso-Ardoti, quattro torri da combattimento e rovine di numerose antiche strutture ed edifici. Accessibile con difficoltà, il villaggio mantiene la sua originale architettura ed è una popolare destinazione per turisti ed amanti del trekking. Un progetto di ristrutturazione di Mutso è nato nel 2004, essendo il villaggio considerato tra i più esposti a rischio di estinzione fra i monumenti della Georgia.

## La leggenda

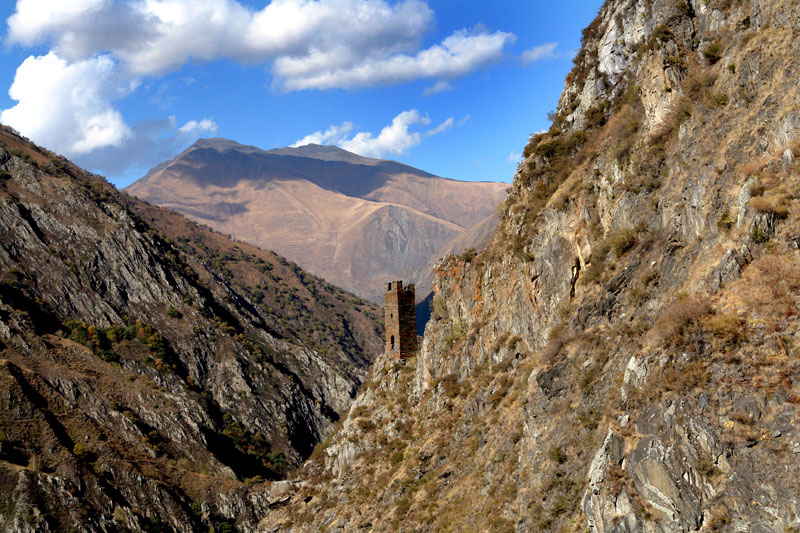
Mutso

Una leggenda narra che gli abitanti del villaggio adoravano l'icona dell'Arcangelo Broliskalo. Erano rinomati come combattenti e cacciatori, e si consideravano membri permanenti del sacro esercito e custodi del tesoro favoloso custodito dall'icona nel corso dei secoli. Le leggende dicono che il tesoro è tuttora nascosto fra le alte montagne intorno a Mutso, in attesa dell'arrivo del prescelto.